# طوقاء
طوقاء (الاسم العلمي: Encyclia)، جنس نباتات من فصيلة السحلبية. يأتي اسم جنس من اليونانية enkykleomai ("يُطوق")، في إشارة إلى الفصوص الجانبية للحواف التي تُطوق العمود. يختصر باسم E. في تجارة البستنة
.